# Scartella poiti
Scartella poiti är en fiskart som beskrevs av Rangel, Gasparini och Guimarães 2004. Scartella poiti ingår i släktet Scartella och familjen Blenniidae. Inga underarter finns listade i Catalogue of Life.